# Барашівський район
Барашівський район — адміністративно-територіальна одиниця УРСР, що існувала з 1923 по 1962 роки в складі Коростенської та Волинської округ, Київської та Житомирської областей. Районний центр — село Бараші.

## Історія та адміністративний устрій
Район було утворено 7 березня 1923 року у складі Коростенської округи. До складу увійшли 20 сільських рад колишньої Барашівської волості Коростенського повіту: Барашівська, Баскаківська, Білківська, Бобрицька, Бобрицько-Болярська, Будо-Бобрицька, Євгенівська, Зеленицька, Киянська, Крем'янська, Малояблунецька, Неділищенська, Олександрівська, Осипівська, Рясненська, Симонівська, Сороченська, Сушківська, Усолусівська та Яблунецька. 26 березня 1925 року утворено Бастово-Руднянську сільську раду, а 8 вересня того ж року — Гоноринську сільську раду. 3 червня 1930 року до складу новостворених Соколовського та Пулинського німецького національного районів передано Бобрицько-Болярську, Будо-Бобрицьку, Вербівську, Крем'янську, Олександрівську, Сороченську сільські ради. 13 червня 1930 року Коростенську округу було ліквідовано, район передано до складу Волинської округи. 2 вересня 1930 року було скасовано поділ УРСР на округи, через що, від 15 вересня 1930 року, Барашівський район, як і решта окремих адміністративних одиниць, перейшов у безпосереднє підпорядкування до республіканського центру.
9 лютого 1932 року район увійшов до складу новоствореної Київської області. 17 жовтня 1935 року Пулинський німецький район ліквідовано, до складу Барашівського району увійшли його сільради: Будо-Бобрицька, Грінтальська, Крем'янська, Ново-Олександрівська, Радецько-Болярська та Сороченська. 4 травня 1935 року район увійшов до новоствореного Коростенського округу Київської області. 22 вересня 1937 року було утворено Житомирську область з Барашівським районом у складі.
В 1941-43 роках територія району входила до складу гебітскомісаріату Ємільчине Генеральної округи Житомир. Було утворено Антонівську, Бобрицько-Руднянську, Нейманівську та Руднє-Баранівську сільські управи.
11 серпня 1954 року було ліквідовано 11 сільських рад: Бастово-Руднянську, Бобрицько-Болярську, Будо-Бобрицьку, Вербівську, Гоноринську, Йосипівську, Кам'янську, Крем'янську, Малояблунецьку, Радецько-Болярську та Сороченську.
30 грудня 1962 року Указом Президії Верховної Ради УРСР район було ліквідовано, його територія у повному складі увійшла до складу Ємільчинського району.

## Населення
За результатами Всесоюзного перепису населення 1926 року на території Барашівського району мешкало 36 160 осіб. Розподіл населення за рідними мовами був наступним:
- Українська мова — 70,7 %
- Російська мова — 1,1 %
- інші — 28,2 %

Національний склад населення за даними перепису 1926 року:
| Національність | Кількість | Частка, % |
| -------------- | --------- | --------- |
| українці       | 23530     | 65,1      |
| німці          | 6540      | 18,1      |
| поляки         | 4697      | 13,0      |
| євреї          | 1074      | 3,0       |
| росіяни        | 180       | 0,5       |
| інші           | 139       | 0,4       |

За даними перепису населення СРСР 1939 року чисельність населення району становила 27 916 осіб, з них українців — 20 432, росіян — 1 179, німців — 2 932, євреїв — 869, поляків — 2 081, інших — 423.